# Fumon Nakagawa
Fumon Šódžu Nakagawa róši (japonsky: 中川 正壽, Nakagawa Šódžu; * 1947) je současný zenový učitel a opat zenového kláštera v bavorském Eisenbuchu. Vystudoval filozofii a buddhologii v Tokiu. V roce 1970 byl vysvěcen na zenového mnicha školy Sótó. Jeho učiteli byli Sakai Tokugen róší a Kawase Genko róši, oba přímí žáci významného zenového mistra Kódó Sawakiho. Své mnišské vzdělání obdržel v Eiheidži, hlavním chrámu zenové školy Sótó. Nakagawa róši je nyní kaikjóši – oficiální zahraniční pověřenec školy Sótó. Je také členem řádu Interbeing založeným vietnamským zenovým mnichem Thich Nhat Hanhem.
Od roku 1979 žije v Německu, kde roku 1996 založil Daihizan Fumondži. Od roku 2006 je to první oficiální zenový klášter školy Sótó v Evropě a jeho jméno může být přeloženo jako „Hora velkého soucitu a místo univerzální brány". Klášter se nachází v přímé linii hlavního kláštera školy Sótó Eihei-dži, a sice prostřednictvím svého čestného zakladatele Mijaki Zendžiho, který je v posloupnosti po mistru Dógenovi 78. opatem kláštera Eihei-dži. Nakagawa róši není jen opatem kláštera v Eisenbuchu, ale i chrámu Šinrju-an v Tokiu.